# Charly Schreckschuss Band

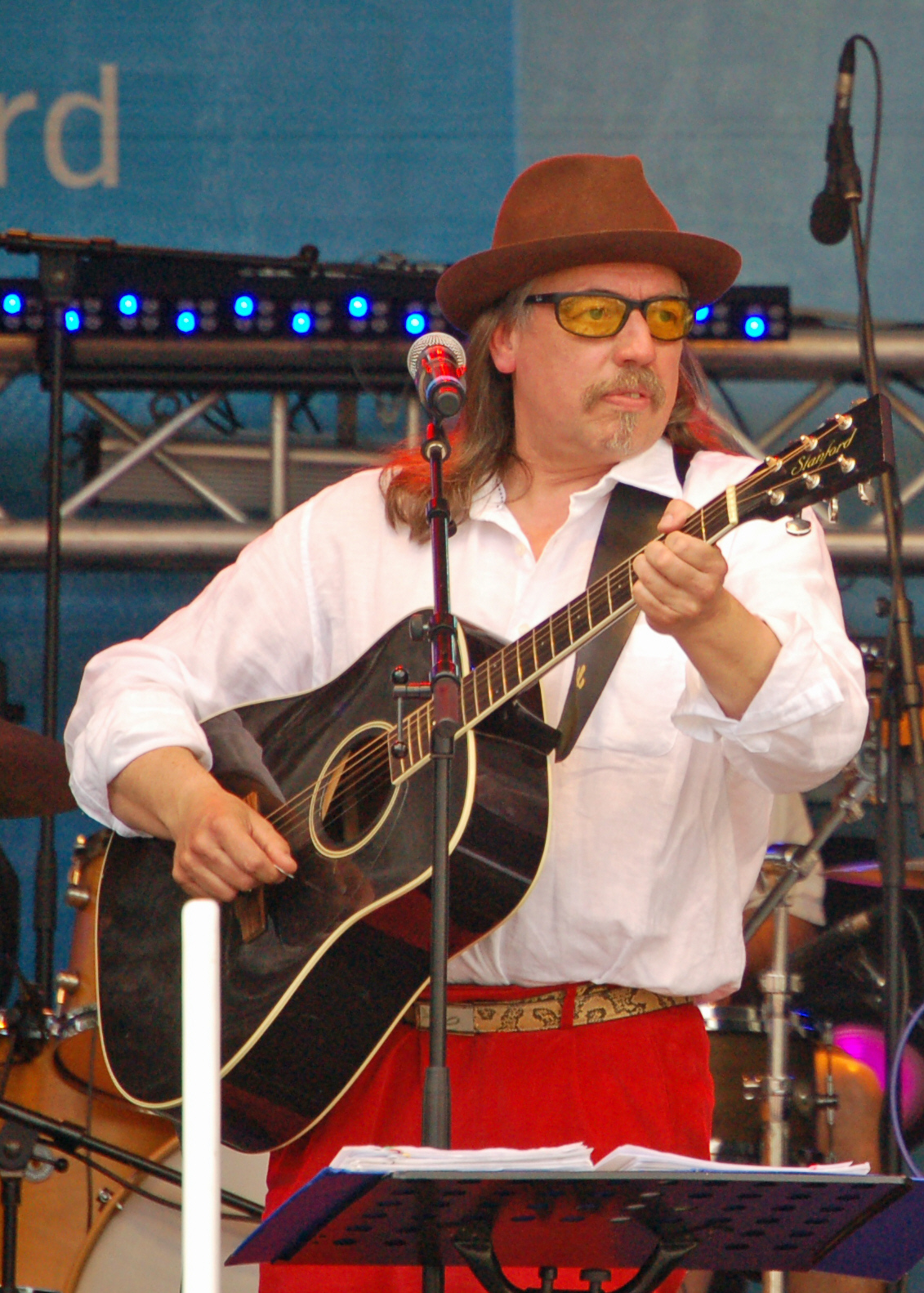
Charly Beutin (2010)

Die Charly Schreckschuss Band ist eine Bluesband um Rainer „Charly“ Beutin, die eine Mischung aus Blues-Rock, Boogie, Cajun und Folk Blues mit deutschen oder plattdeutschen Texten interpretiert.

## Geschichte
Beutin (* 1951 in Rendsburg) absolvierte die Mittelschule und spielte und sang bereits als Jugendlicher in örtlichen plattdeutschen Theatergruppen. 1978 gründete Beutin in Rendsburg die Charly Schreckschuß Band, um mit ihr seine Songs aufzuführen. Als Talentscout hat er es immer wieder geschafft, ein paar der besten Bluesikanten des Landes zu finden und zu einer Spitzengruppe zusammenzuführen. Zu ihr gehörten neben Beutin (als Sänger, Gitarrist und Harmonikaspieler) zunächst Musiker wie Andreas Willers, Gebhard Ullmann, Hendrik Schwolow, Horst Schröder, Andreas Kettel und Sönke Hermannsen. Bereits 1979/80 ist die Gruppe im Onkel Pö in Hamburg aufgetreten, 1982 mit Katie Webster beim Lahnsteiner Bluesfestival.
Vier Alben der Band wurden 1981, 1984, 1987 und 2007 mit einem Preis der Deutschen Schallplattenkritik ausgezeichnet; allerdings hatte die Band nie einen kommerziellen Durchbruch. Beutin blieb daher semiprofessionell und arbeitete hauptberuflich als Masseur; die Charly Schreckschuss Band tritt nur gelegentlich auf.
2009 spielte die Charly Schreckschuss Band beim Wacken Open Air und kurz danach beim Hamburger Hafenkonzert des NDR. Ihr Konzert 2011 im Bullentempel in Rendsburg wurde von NDR2 komplett gesendet. Zuletzt waren neben Beutin Manne Kranski, Eiko Krämer, Bernd Ohnesorge und Jörg Berger Mitglieder der Band, die gelegentlich von Kai Dorenkamp an Akkordeon und Keyboard verstärkt wurde. Am 20. Januar 2024 startete die Charly Schreckschuss Band in Rendsburg ihre Abschiedstour.

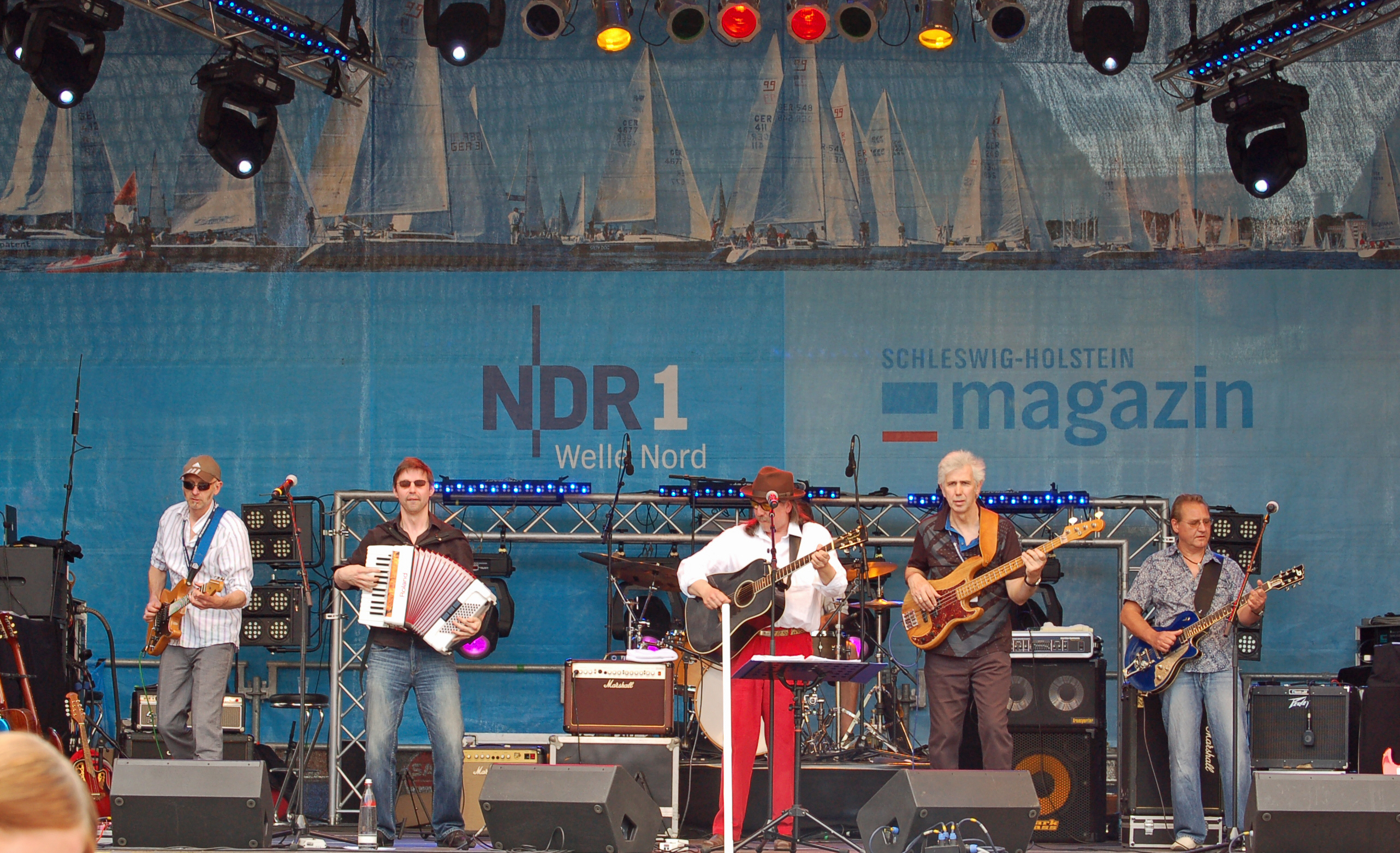
Charly Schreckschuss Band (2010)

## Diskographie
- Jeden Tag hab ich den Blues (1981)
- Verrückt nach Dir (1983)
- Schneller – Höher – Weiter – Besser (1987)
- Ach Luise (1990)
- Hold Me Baby (1994)
- 20 Jahre Charly Schreckschuss Band (pläne 1998)
- YEAH (2001)
- Ne Menge Leben (2007)
- Unerhört (2009)
- Charly Beutin: Wildes Herz & Klare Kante (2010)
- Charly Beutin: Born, wo de Wind herkümmt (2011)
- Was nun – was tun? (2018)
- Pott & Roll (2020)